# Saint-Maurice, Bas-Rhin
Saint-Maurice är en kommun i departementet Bas-Rhin i regionen Grand Est (tidigare regionen Alsace) i nordöstra Frankrike. Kommunen ligger i kantonen Villé som tillhör arrondissementet Sélestat-Erstein. År 2022 hade Saint-Maurice 331 invånare.

## Befolkningsutveckling
Antalet invånare i kommunen Saint-Maurice
| Referens: INSEE |